# Kanton Toulouse-15
Der Kanton Toulouse-15 war von 1973 bis 2015 ein französischer Wahlkreis im Arrondissement Toulouse, im Département Haute-Garonne und in der Region Midi-Pyrénées; sein Hauptort war Toulouse, Vertreter im Generalrat des Départements war zuletzt von 2008 bis 2015 Claude Palestroupat (PS). 

## Gemeinden
Der Kanton bestand aus acht Gemeinden und einem Teil von Toulouse: 
| Gemeinde              | Einwohner Jahr | Fläche km² | Bevölkerungsdichte | Code INSEE | Postleitzahl        |
| --------------------- | -------------- | ---------- | ------------------ | ---------- | ------------------- |
| Castelmaurou          | 4.029 (2013)   | 16,77      | 240 Einw./km²      | 31117      | 31180               |
| L’Union               | 11.731 (2013)  | 6,77       | 1733 Einw./km²     | 31561      | 31240               |
| Montberon             | 2.831 (2013)   | 6,35       | 446 Einw./km²      | 31364      | 31140               |
| Pechbonnieu           | 4.251 (2013)   | 7,52       | 565 Einw./km²      | 31410      | 31140               |
| Rouffiac-Tolosan      | 1.908 (2013)   | 4,67       | 409 Einw./km²      | 31462      | 31180               |
| Saint-Geniès-Bellevue | 2.153 (2013)   | 3,78       | 570 Einw./km²      | 31484      | 31180               |
| Saint-Jean            | 10.358 (2013)  | 5,94       | 1744 Einw./km²     | 31488      | 31240               |
| Saint-Loup-Cammas     | 1.865 (2013)   | 3,65       | 511 Einw./km²      | 31497      | 31140               |
| Toulouse              | 458.298 (2013) | –          | – Einw./km²        | 31555      | 31000, 31100, 31200 |

Der Teil von Toulouse umfasste folgende Stadtteile:
- Croix-Daurade
- Grand Selve
- Les Izards
- Les Trois Cocus